# Piper PA-34 Seneca
Piper PA-34 Seneca — американський легкий літак загального призначення. Серійно виробляється компанією Piper Aircraft з 1971 року; станом на 2012 рік — випуск тривав. Випускався також за ліцензією — підприємствами Chincul, Embraer, PZL та ін. Кількість випущених літаків цієї моделі (з урахуванням усіх модифікацій та ліцензійні версії) перевищує 5000.

## Розробка. Конструкція літака
Модель Seneca була розроблена як дводвигуновий варіант літака Piper Cherokee Six, який і був узятий за основу. Літак являє собою суцільнометалевий моноплан нормальної аеродинамічної схеми.

## Модифікації
PA-34-200 Seneca I (з 1971)
PA-34-200T Seneca II (з 1974)
PA-34-220T Seneca III (з 1980)
PA-34-220T Seneca IV (з 1994)
PA-34-220T Seneca V (з 1998)

## Льотно-технічні характеристики
- Екіпаж: 1 чол.
- Пасажиромісткість: 5—6 чол.
- Довжина: 8,72 м
- Розмах крила: 11,86 м
- Висота 3,02 м
- Площа крила: 19,39 м²
- Вага порожнього: 1457 кг
- Максимальна злітна вага: 2155 кг
- Силова установка: 2 × ПД Continental TSIO-360RB або LTSIO-360RB (6-циліндровий горизонтально-опозитний повітряного охолодження, потужність 220 к. с.)
- Максимальна швидкість: 378 км/год на висоті 7200 м
- Крейсерська швидкість: 348 км/год
- Дальність (економічна): до 1611 км
- Практичний стеля: 7,620 м